# Брюшинкин, Владимир Никифорович
Брюшинкин, Владимир Никифорович (26 декабря 1953, Красноярск, СССР — 7 июня 2012, Калининград, Россия) — русский философ, специалист по логике, переводчик философской литературы, доктор философских наук, профессор.

## Биография
В. Н. Брюшинкин окончил философский факультет Московского государственного университета им. М. В. Ломоносова (1977) и аспирантуру по кафедре логики философского факультета МГУ (1980). С 1981 работал ассистентом кафедры философии Всесоюзного заочного института текстильной и легкой промышленности, затем переехал в Калининград, где состоялся как крупный ученый. В 1981 защитил кандидатскую диссертацию по философии («Проблема информативности логических процедур»). С 1983 — доцент кафедры философии Калининградского государственного университета. В 1990 защитил докторскую диссертацию по философии («Логическое моделирование процессов мышления»). С 1991 — профессор, в 1996—2012 — заведующий кафедрой философии (называлась также кафедрой философии и логики) и в 1999—2003 проректор по научной работе Калининградского государственного университета (в 2005 г. вуз переименован в Российский университет им. И. Канта, с 2010 г. — в Балтийский федеральный университет им. И. Канта); председатель диссертационного совета по историческим и философским наукам в 2004—2010. В. Н. Брюшинкин стоял у истоков специальности «Философия» в Калининградском университете.
По инициативе и под руководством В. Н. Брюшинкина был создан Институт Канта в БФУ им. И. Канта, проведены серии тематических международных конференций «Логическое кантоведение» и «Модели рассуждений». В. Н. Брюшинкин был членом редакционной коллегии и ответственным секретарем (позднее — главным редактором) ежегодника (c 2007 журнала) «Кантовский сборник», главным редактором электронного журнала «Рацио.ru». Вице-президент Кантовского общества. За достижения в научной и педагогической деятельности В. Н. Брюшинкин в 2007 награждён нагрудным знаком «Почетный работник высшего профессионального образования Российской Федерации», в 2009 — медалью «За заслуги перед Калининградской областью», в 2012 — медалью «За заслуги перед Балтийским федеральным университетом им. И. Канта».

## Творчество
Переводчик на русский язык трудов Д. Гильберта, Я. Хинтикки и других авторов. Один из переводчиков сочинений К. Р. Поппера «Логика научного исследования» (1983) и «Открытое общество и его враги» (1992), П. Стросона «Индивиды: опыт дескриптивной метафизики» (вместе с В. А. Чалым, 2009).
Как специалист по логике и философии В. Н. Брюшинкин разрабатывал различные научные проблемы: теория дистрибутивных нормальных форм, синтаксис и семантика логик без сокращения, теория информации в логике, проблема психологизма в философии логики, логика Канта, построение логики интеллектуальных систем на основе трансцендентальной теории интеллекта, соотношение формальной и трансцендентальной логик, теория аргументации, сравнительное исследование русской и немецкой философии. В. Н. Брюшинкин был инициатором разработки логического кантоведения; в последние годы он продуктивно работал над оригинальной системной моделью аргументации.
Также В. Н. Брюшинкин много внимания уделял популяризации философского знания — читал публичные лекции учителям и школьникам, сотрудничал со школами, писал доступные массовому читателю статьи по сложным философским проблемам.

## Память
Безвременная кончина активно работающего учёного, авторитетного организатора науки и талантливого преподавателя вызвала множество откликов. В 2014 г. в здании БФУ им. И. Канта была открыта аудитория памяти В. Н. Брюшинкина (ауд. 37 в корпусе университета по ул. Чернышевского, д. 56а). В аудитории находятся книги из его личной библиотеки, в том числе издания работ К.Р. Поппера, Ю. Хабермаса и других (с автографами).

## Сочинения
1. Логика, мышление, информация. Л. : Изд-во ЛГУ, 1988.
2. Практический курс логики для гуманитариев : учебное пособие для гуманитарных специальностей вузов. М. : Новая школа, 1996 (2-е изд. — М. : Гардарики, 2001).
3. Теория поиска вывода. Происхождение и философские приложения. Калининград : Изд-во БФУ им. И. Канта, 2012 (в соавторстве с Н. А. Ходиковой).